# Fifth Harmony
Fifth Harmony est un girl group américain basé à Miami, composé de Ally Brooke, Dinah Jane Hansen, Lauren Jauregui et de Normani Kordei et précédemment de Camila Cabello jusqu'à son départ du groupe le 18 décembre 2016. Le groupe a signé un contrat avec SycoMusic, label de Simon Cowell et Epic Records, label de L.A Reid après avoir terminé troisième lors de la deuxième saison du concours américain de chant télévisé The X Factor en 2012. En gagnant de la popularité par les médias sociaux, le premier EP du groupe, Better Together, et leurs trois albums, Reflection, 7/27 et Fifth Harmony (album éponyme, premier album en tant que quatuor) ont été classés dans le top 10 du Billboard 200 aux États-Unis.
À la suite de The X Factor, elles ont sorti leur premier single Miss Movin' On, précédant leur EP Better Together, certifié or aux États-Unis. Son clip a remporté au groupe un MTV Video Music Awards pour l'Artist to Watch. Le groupe a sorti son premier album Reflection en 2015, qui a reçu également une certification or dans le pays. L'album comprenait les singles Boss, Sledgehammer et Worth It. Ce dernier a obtenu une certification triple platine aux États-Unis et a atteint le top 10 dans treize pays. L'année suivante, Work From Home, le single principal de leur deuxième album 7/27, est devenu le premier single dans le top 10 du Billboard Hot 100 et le premier top 5 par un girl group depuis une décennie dans les classements.
Leurs récompenses incluent quatre iHeartRadio Music Awards, trois MTV Europe Music Awards, trois MTV Video Music Awards, un American Music Awards, un Billboard Women In Music et six Teen Choice Awards. En décembre 2016, aux États-Unis, Fifth Harmony a vendu au total 424 000 albums, sept millions de chansons numériques et a généré 1,6 milliard de flux à la demande, selon Nielsen Soundscan. En mars 2018, le groupe a annoncé qu'il prendra une pause indéfinie dans la poursuite de projets solo après avoir terminé les concerts restants prévus pour l'année.

## Carrière

### 2012:The X Factor
En 2012, Normani Kordei, Ally Brooke, Camila Cabello, Dinah-Jane Hansen et Lauren Jauregui ont auditionné en tant que concurrentes solo lors de la deuxième saison du concours américain de chant télévisé The X Factor. Elles n'ont pas réussi à progresser dans la catégorie « Adolescents », et Brooke n'a pas réussi à progresser dans la catégorie « Jeunes adultes » et elles ont donc été mises ensemble pour former un groupe de cinq au The Fillmore à Miami en Floride, le 27 juillet, se qualifiant pour la catégorie « Groupes ». Demi Lovato, l'un des juges, avec Simon Cowell, ont aidé à former le groupe. Pour leur chanson de qualification aux Maisons des juges, et leur première chanson en groupe, Fifth Harmony a chanté une version acoustique d'Impossible. Par la suite, Marc Anthony a qualifié la performance d'« incroyable » avec Cowell partageant des sentiments semblables en disant qu'elles étaient « clairement un grand groupe ». Au départ, le nom du groupe était « Lylas » (un acronyme pour « Love You Like a Sister »), mais un autre groupe appelé « The Lylas » (qui se compose de quatre sœurs de Bruno Mars) a affirmé que le spectacle leur avait volé leur nom. Par la suite, Lylas a changé de nom pour « 1432 » (un code pour « I Love You Too »), qui a été annoncé lors de la première émission en direct le 31 octobre, au cours de laquelle 1432 a chanté We Are Never Ever Getting Back Together de Taylor Swift. Cowell et Reid ont critiqué le nouveau nom, et Cowell a suggéré que le groupe soit rebaptisé. Au cours de la première émission de résultats en direct, le 1er novembre, 1432 a chanté Skyscraper de Demi Lovato en face à face avec le groupe Sister C. Cowell a décidé d'envoyer 1432 dans le top 12 et a annoncé qu'elles seraient renommées par les téléspectateurs en ligne. Le nom choisi par le public a été annoncé : « Fifth Harmony ».
En demi-finale de l'émission, le groupe a repris Anything Could Happen d'Ellie Goulding ainsi qu'Impossible, de Shontelle, pour la deuxième fois lors de la compétition. Leur performance d'Anything Could Happen était « une performance de calibre final » selon Reid et décrite comme « magique » par Britney Spears. Cependant, leur performance d'Impossible a reçu des critiques principalement négatives des juges parce que le groupe avait précédemment interprété la chanson chez Cowell (bien que pas sur la scène de concert du X Factor). Trois membres du groupe (Camila, Lauren et Ally) ont chanté des parties de la chanson en espagnol courant. Les résultats du vote du public de la nuit suivante ont avancé Fifth Harmony parmi les trois derniers avec Tate Stevens et Carly Rose Sonenclar. Sur le spectacle en direct du top trois, Fifth Harmony a chanté Anything Could Happen pour la deuxième fois en tant que chanson « Chanson de la série ». Leur deuxième chanson était un duo avec le juge Demi Lovato, chantant Give Your Heart a Break. Leur dernière chanson de la nuit (et leur dernière dans le spectacle) était Let It Be des Beatles, présenté comme leur « chanson de 5 millions de dollars ». Après le premier tour de la finale, elles n'ont pas reçu suffisamment de votes du public pour passer dans le top 2 et elles ont terminé en troisième place le 20 décembre 2012.
| Performance et résultat durant The X Factor | Performance et résultat durant The X Factor | Performance et résultat durant The X Factor           | Performance et résultat durant The X Factor | Performance et résultat durant The X Factor    | Performance et résultat durant The X Factor | Performance et résultat durant The X Factor | Performance et résultat durant The X Factor | Performance et résultat durant The X Factor     |
| Émission                                    | Thème                                       | Chanson                                               | Chanson                                     | Chanson                                        | Chanson                                     | Chanson                                     | Ordre                                       | Résultat                                        |
| Émission                                    | Thème                                       | Dinah Jane Hansen                                     | Lauren Jauregui                             | Ally Brooke                                    | Normani Hamilton                            | Camila Cabello                              | Ordre                                       | Résultat                                        |
| ------------------------------------------- | ------------------------------------------- | ----------------------------------------------------- | ------------------------------------------- | ---------------------------------------------- | ------------------------------------------- | ------------------------------------------- | ------------------------------------------- | ----------------------------------------------- |
| Auditions                                   | Choix libre                                 | If I Were a Boy                                       | If I Ain't Got You                          | On My Knees                                    | Chain of Fools                              | Respect                                     | NC                                          | Qualifiées pour le bootcamp                     |
| Bootcamp 1                                  | Choix libre                                 | Hero                                                  | ET                                          | Somebody That I Used to Know                   | If I Ain't Got You                          | Back to Black                               | NC                                          | Qualifiées pour le bootcamp 2                   |
| Bootcamp 2                                  | Performance en groupe                       | Non diffusé                                           | Non diffusé                                 | Non diffusé                                    | Non diffusé                                 | Non diffusé                                 | NC                                          | Qualifiées pour le bootcamp 3                   |
| Bootcamp 3                                  | Performance en duo                          | Stronger (What Doesn't Kill You) (avec Diamond White) | These Arms of Mine (avec Sister C)          | Knockin' on Heaven's Door (avec Julia Bullock) | What Makes You Beautiful (avec Arin Ray)    | Your Song(avec Jordan Shane)                | NC                                          | Rassemblées/qualifiées pour la maison des juges |
| Les maisons des juges                       | Choix libre                                 | Impossible                                            | Impossible                                  | Impossible                                     | Impossible                                  | Impossible                                  | NC                                          | Qualifiées pour les spectacles en direct        |
| Semaine 1                                   | Fait en Amérique                            | We Are Never Ever Getting Back Together               | We Are Never Ever Getting Back Together     | We Are Never Ever Getting Back Together        | We Are Never Ever Getting Back Together     | We Are Never Ever Getting Back Together     | 13                                          | 2e place                                        |
| Semaine 1                                   | Face à Face                                 | Skyscraper                                            | Skyscraper                                  | Skyscraper                                     | Skyscraper                                  | Skyscraper                                  | 8                                           | Sauvées par Simon Cowell                        |
| Semaine 2                                   | Chansons de films                           | A Thousand Years                                      | A Thousand Years                            | A Thousand Years                               | A Thousand Years                            | A Thousand Years                            | 13                                          | Sauvées (5e place)                              |
| Semaine 3                                   | Divas                                       | Hero                                                  | Hero                                        | Hero                                           | Hero                                        | Hero                                        | 8                                           | Sauvées (6e place)                              |
| Semaine 4                                   | Thanksgiving                                | I'll Stand by You                                     | I'll Stand by You                           | I'll Stand by You                              | I'll Stand by You                           | I'll Stand by You                           | 6                                           | Sauvées (7e place)                              |
| Semaine 5                                   | Numéro un                                   | Stronger (What Doesn't Kill You)                      | Stronger (What Doesn't Kill You)            | Stronger (What Doesn't Kill You)               | Stronger (What Doesn't Kill You)            | Stronger (What Doesn't Kill You)            | 4                                           | Sauvées (4e place)                              |
| Semaine 6                                   | Débranché                                   | Set Fire to the Rain                                  | Set Fire to the Rain                        | Set Fire to the Rain                           | Set Fire to the Rain                        | Set Fire to the Rain                        | 4                                           | 3e place                                        |
| Semaine 6                                   | Chansons défi pepsi                         | Give Your Heart a Break                               | Give Your Heart a Break                     | Give Your Heart a Break                        | Give Your Heart a Break                     | Give Your Heart a Break                     | 10                                          | 3e place                                        |
| Affrontement final (Semaine 6)              | Choix libre                                 | Anytime You Need a Friend                             | Anytime You Need a Friend                   | Anytime You Need a Friend                      | Anytime You Need a Friend                   | Anytime You Need a Friend                   | 1                                           | Sauvées par le vote des juges (4e place)        |
| Demi-finale                                 | Choix du candidat                           | Anything Could Happen                                 | Anything Could Happen                       | Anything Could Happen                          | Anything Could Happen                       | Anything Could Happen                       | 4                                           | Sauvées (2e place)                              |
| Demi-finale                                 | Aucun thème                                 | Impossible                                            | Impossible                                  | Impossible                                     | Impossible                                  | Impossible                                  | 8                                           | Sauvées (2e place)                              |
| Finale                                      | Performance favorite                        | Anything Could Happen                                 | Anything Could Happen                       | Anything Could Happen                          | Anything Could Happen                       | Anything Could Happen                       | 3                                           | 3e place                                        |
| Finale                                      | Duo de célébrités                           | Give Your Heart a Break (avec Demi Lovato)            | Give Your Heart a Break (avec Demi Lovato)  | Give Your Heart a Break (avec Demi Lovato)     | Give Your Heart a Break (avec Demi Lovato)  | Give Your Heart a Break (avec Demi Lovato)  | 6                                           | 3e place                                        |
| Finale                                      | Chanson du gagnant                          | Let It Be                                             | Let It Be                                   | Let It Be                                      | Let It Be                                   | Let It Be                                   | 9                                           | 3e place                                        |
| Finale                                      | Chanson de Noël                             | Christmas (Baby Please Come Home)                     | Christmas (Baby Please Come Home)           | Christmas (Baby Please Come Home)              | Christmas (Baby Please Come Home)           | Christmas (Baby Please Come Home)           | 2                                           | 3e place                                        |

### 2013-2014
Environ un mois après la finale de la saison deux de X Factor, Fifth Harmony a été officiellement signé par le label de Simon Cowell, Syco Music et le label de L.A Reid, Epic Records. Popdust leur a décerné la reconnaissance de Nouvelle Pop Superstar de 2013, un concours annuel pour les artistes en pleine ascension,. Elles ont commencé à enregistrer des reprises de chansons qui ont été téléchargées sur la plate-forme de partage de vidéos, YouTube. Trois de leurs reprises ont reçu des éloges publics des artistes originaux, dont Ed Sheeran, Ariana Grande et Mikky Ekko,,,,. Fifth Harmony a également été présenté dans l'EP de Boyce Avenue, Cover Collaborations, Volume 2, en chantant une reprise de Mirrors de Justin Timberlake et When I Was Your Man de Bruno Mars,.
Leur premier EP, Better Together, est sorti le 22 octobre, vendant 28 000 exemplaires au cours de sa première semaine et se classant no 6 au Billboard 200. Les versions espagnoles de l'EP, Juntos et Juntos Acoustic sont sorties le 8 novembre,, et se sont placées no 2 et 12 respectivement dans le Billboard Top Latin Albums. Le single principal de leur EP, Miss Movin' On s'est placé no 76 dans le Billboard Hot 100, ce qui a été le n° le plus haut placé pour un concurrent dans The X Factor. La chanson a été certifiée or aux États-Unis pour avoir vendu 500 000 téléchargements et flux numériques combinés. Le single promotionnel de l'EP, Me & My Girls, s'est placé dans le Billboard Hot Digital Songs au no 53.
Tout au long des mois de juillet et août 2013, Fifth Harmony a joué dans divers centres commerciaux aux États-Unis lors d'une tournée promotionnelle intitulée Harmonize America. Le 5 août 2013, le groupe a célébré son premier anniversaire en réalisant cinq spectacles à New York. Les concerts pop-up de la ville comprenaient des spectacles au théâtre iHeartRadio et au Madison Square Park. Le groupe a été l'un des actes d'ouvertures pour Cher Lloyd lors du I Wish Tour qui a débuté le 6 septembre 2011,. Le 11 septembre 2013, le groupe a annoncé sa première tournée de concerts intitulée « Fifth Harmony 2013 », jouant dans des salles de concert au Canada et aux États-Unis. Leur acte d'ouverture était le groupe indie AJR. Le 24 novembre, elles ont chanté Better Together sur le tapis rouge des American Music Awards 2013. Elles ont ensuite soutenu la tournée Neon Lights de Demi Lovato en tant que l'un des trois actes d'ouvertures, en jouant dans 27 arènes en Amérique du Nord,. Fifth Harmony a lancé le concert MTV Artist To Watch, un concert annuel qui met en vedette des artistes qui seront promus par MTV au cours de l'année. Le concert a également présenté les représentations de Tori Kelly, Rixton, Echosmith et Jake Miller.

### 2014-2015:Reflection et le progrès
Au début de 2014, Fifth Harmony a confirmé que l'enregistrement de leur premier album avait commencé, avec les producteurs de disques Julian Bunetta, Daylight, Joe London et l'auteur-compositeur multi-instrumentiste Ricky Reed. Le groupe a déclaré que l'album est moins pop, « plus rythmique » et avec un son plus mature que Better Together. Le 4 décembre 2014, le groupe a été invité à chanter à la Maison Blanche pour l'éclairage national des arbres de Noël, ou elles ont chanté une reprise de la chanson de Noël de Mariah Carey intitulée All I Want for Christmas Is You. La quatrième tournée de promotion de Fifth Harmony a été révélée à la fin du mois de mars 2014, intitulée Fifth Times a Charm Tour, avec des dates à Porto Rico et aux États-Unis. Billboard a annoncé qu'un représentant d'Epic Records avait confirmé que la sortie de l'album était déplacée du 16 décembre 2014 au 27 janvier 2015.
En raison des retards dans la production, leur premier album Reflection a finalement été publié le 3 février 2015. Après une semaine complète de vente, l'album est entré dans le Billboard 200 au no 5 avec 80 000 unités (dont 62 000 provenant des ventes d'albums traditionnelles) et a finalement été certifié or par la Recording Industry Association of America en février 2016. Le single Boss, sorti le 7 juillet 2014, a atteint le no 43 dans le Billboard Hot 100 avec 75 000 ventes la première semaine et a reçu une certification platine aux États-Unis pour avoir vendu un million de téléchargements numériques et de flux combinés. Le deuxième single de Reflection, Sledgehammer, écrit par Meghan Trainor, est devenu leur première entrée dans le top 40 dans le Billboard Hot 100 et a également été certifié platine aux États-Unis avec le troisième single Worth It, avec le rappeur américain Kid Ink, qui s'avère être le single le plus réussi de l'album à l'époque, atteignant le no 12 dans le Billboard Hot 100 et gagne au groupe une certification triple platine. La chanson se place dans le top 10 dans treize pays et a reçu des certifications de douze pays.

### 2015-2016:7/27, le départ de Camila Cabello
Le 30 septembre 2015, le groupe a annoncé qu'elles avaient commencé à enregistrer leur deuxième album. Les membres Lauren et Dinah ont co-écrit quelques chansons pour l'album avec Mitch Allan, Jason Evigan, Aaron Pearce, Tayla Parx etc,, Après une pause hivernale, il a été annoncé le 25 février 2016 que les Fifth Harmony sortirait leur deuxième album, 7/27, le 20 mai 2016. L'album est nommé d'après le jour de la formation du groupe dans The X Factor. Plus tard, il a été annoncé que la sortie de l'album avait été repoussé d'une semaine, pour le 27 mai, pour tenir compte du thème de l'album 27. Le premier single Work from Home, en featuring avec le rappeur Ty Dolla Sign, est sorti avec le clip le 26 février 2016.Le single est arrivé à la 4e place dans le Billboard Hot 100 et est devenu leur single le mieux placé aux États-Unis, tout en atteignant le top 10 dans vingt-deux autres pays. Le single est également devenu le premier top-cinq pour un groupe exclusivement féminin en presque dix ans, à la suite de la chanson des Pussycat Dolls, Buttons, qui a culminé au numéro trois.
7/27 a été lancé le 27 mai 2016, en faisait ses débuts au numéro quatre dans le Billboard 200 avec 74 000 ventes (49 000 pour les ventes d'albums pur), ce qui en fait leur album le mieux placé à ce jour. L'album a également marqué les premiers débuts du groupe au Japon et en Corée du Sud, tout en étant classé dans le top 10 de quinze autres pays.En novembre 2016, l'album avait vendu 1,6 million de ventes, en incluant les ventes pures et le streaming. Le groupe a commencé la tournée « 7/27 » le 22 juin 2016 à Lima, au Pérou et en visitant l'Amérique du Sud, l'Amérique du Nord et l'Europe avec des artistes pour leur première partie Victoria Monét et JoJo. Le groupe a gagné deux MTV Video Music Awards pour Work from Home et All in My Head (Flex) et a été nommé par Billboard « hottest young stars » de moins de 21 ans en 2016. Elles ont chanté leur troisième single, That's My Girl aux American Music Awards et ont remporté leur premier prix dans cette cérémonie dans la catégorie Collaboration de l'Année pour "Work from Home". La dernière représentation du groupe en 2016 avec cinq membres fut lors du Dick Clark's New Year's Rockin' Eve où elles ont chanté "Worth It", "Work from Home" et "That's My Girl". Le 18 décembre 2016, le groupe annonce que Camila Cabello a quitté le groupe et que les quatre membres restants continueraient en tant que quatuor.

### 2017-2018:Fifth Harmonyet le hiatus
Le groupe fait sa première apparition après le départ de Cabello, aux People's Choice Awards le 17 janvier 2017. Elles ont chanté une version éditée de "Work from Home", et ont remporté le prix du "Groupe favori" pour la deuxième année consécutive. Le 29 mai 2017, le groupe a annoncé son nouveau single, "Down" avec le rappeur Gucci Mane. La chanson est sortie le 2 juin 2017 et a culminé au numéro 42 dans le Billboard Hot 100. Le 24 juillet 2017, lors d'une apparition dans The Tonight Show with Jimmy Fallon, le groupe a annoncé que son troisième album serait intitulé Fifth Harmony. L'album est sorti le 25 août 2017 et a débuté au numéro quatre dans le Billboard 200. Les filles ont chanté aux MTV Video Music Awards 2017, où elles ont commencé avec le single promotionnel « Angel », avant de passer à « Down » avec Mane. Le 9 août, elles ont annoncé qu'elles se lanceraient dans leur troisième tournée de concerts officielle à l'appui de l'album. Le groupe a sorti le deuxième single de l'album, intitulé « He Like That », à la radio le 19 septembre 2017. Le 26 octobre, elles ont sorti « Por Favor », un duo avec le rappeur Pitbull, en tant que troisième single de la réédition de l'album sur Spotify et l'ont interprétées aux Latin American Music Awards 2017. Le groupe a commencé sa tournée PSA le 29 septembre à Santiago, au Chili, avec Becky G servant de première partie dans plusieurs pays d'Amérique latine, dont le Mexique et l'Argentine. Lost Kings étaient également prévus pour soutenir le groupe lors de la tournée australienne avant l'annulation des dates.
Le 19 mars 2018, le groupe a annoncé sa décision de prendre une pause indéfinie pour poursuivre des projets solo. Avant le hiatus, le groupe terminera une série de concerts prévus jusqu'à la fin de l'année,.
Quelques mois plus tard, les membres annoncent la fin du groupe Fifth Harmony.

## Influences
Fifth Harmony est principalement un groupe pop,, et R&B. Elles ont décrit leur musique comme ayant aussi un côté « rétro ».
Le groupe indique Mariah Carey, Whitney Houston, Demi Lovato, Spice Girls et Destiny's Child comme principales influences.
Lana Del Rey, Adele, Janet Jackson, Celine Dion, Taylor Swift, Brandy, Jennifer Lopez, Patti LaBelle, Cher Lloyd, Carrie Underwood, Jessie J, Beyoncé, Alicia Keys, Christina Aguilera, Selena, Celia Cruz, Ed Sheeran Rihanna et Leona Lewis ont influencé les membres individuels du groupe,,.

## Membres

### Ally Brooke
Allyson Brooke Hernandez est née le 7 juillet 1993  à San Antonio au Texas. de Jerry et Patricia Hernandez. Elle est d'origine mexicaine. Ally a auditionné pour X Factor à Austin, au Texas, en chantant On My Knees de la chanteuse pop contemporaine chrétienne et latine Jaci Velasquez. Au cours du récapitulatif de la saison 2 de X Factor, Huffington Post a décrit son audition comme l'un des moments les plus forts de la saison, affirmant que « c'était une performance calme mais contrôlée, avec des notes incroyables ».
En plus de son travail avec Fifth Harmony, Ally a également participé à la chanson Look At Us Now du duo de DJ américain Lost Kings avec le rappeur ASAP Ferg
Elle sort son premier single Perfect, en collaboration avec Topic, le 26 janvier 2018.

### Normani Kordei
Normani Kordei Hamilton est née à Atlanta, en Géorgie, le 31 mai 1996 . Elle a passé ses premières années à la Nouvelle-Orléans et sa famille a déménagé à Houston, au Texas, après l'ouragan Katrina en 2005. Hamilton a enregistré son premier single à l'âge de 13 ans. Elle crédite Beyoncé comme sa principale influence artistique. Elle a fait plusieurs projets en solo, tels que deux vidéos de danse avec le chorégraphe de Fifth Harmony, Sean Bankhead, et deux reprises : Say It de Tory Lanez et Fake Love/Sneakin' de Drake,.
Le 1er mars 2017, Hamilton est annoncée comme l'une des candidates qui participeraient à la Saison 24 de Dancing with the Stars. Elle a été associée au danseur professionnel Valentin Chmerkovskiy. Le couple a atteint la finale et a terminé troisième.

### Lauren Jauregui
Lauren Michelle Jauregui Morgado est née le 27 juin 1996  et a grandi à Miami, en Floride. Ses parents sont de Cuba. À 16 ans, Lauren a auditionné pour X Factor USA.
Jauregui a fait son coming out en tant que bisexuelle dans une lettre ouverte aux électeurs du président Donald Trump publiée dans le magazine Billboard le 18 novembre 2016. Une collaboration entre Jauregui et le duo électro-pop américain Marian Hill intitulée Back to Me, est sortie le 9 décembre 2016. Jauregui a reçu le prix de Célébrité de l'Année aux British LGBT Awards 2017.

### Dinah Jane Hansen
Dinah Jane Milika Ilaisaane Hansen est née le 22 juin 1997  et a grandi à Santa Ana en Californie. Elle est d'origine tongienne.
Au cours du tour final du bootcamp, Dinah Jane Hansen a chanté Stronger (What Doesn't Kill You) de Kelly Clarkson avec un autre concurrent. Elle a oublié une partie de la chanson pendant la performance. Elle a été éliminée en tant qu'interprète solo, mais a ensuite été ramenée dans la compétition pour former Fifth Harmony.
Fuse a inclus Hansen sur un article sur les visages de la future histoire de l'Asie et du Pacifique, en honorant les artistes les plus prometteurs de la région en 2017. Elle a participé à la chanson Boom Boom de Red One avec Daddy Yankee et French Montana,.

## Ancienne membre

### Camila Cabello
Karla Camila Cabello Estrabao est née à Cuba, à Cojímar, le 3 mars 1997 . Quand elle avait cinq ans, Camila a vécu à La Havane puis au Mexique avant de déménager aux États-Unis. En grandissant elle a écouté des artistes hispaniques comme Celia Cruz et Alejandro Fernandez.Elle a auditionné pour X Factor USA en Caroline du Nord.
En novembre 2015, Cabello a sorti un duo avec le chanteur canadien Shawn Mendes intitulé I Know What You Did Last Summer. En octobre 2016, elle a sorti une collaboration avec le rappeur américain Machine Gun Kelly intitulée Bad Things.
Le 18 décembre 2016, Fifth Harmony a annoncé que Camila Cabello avait quitté le groupe. En 2018, elle réussit à s'élever dans le monde de la musique avec son single Havana avec comme palmarès MTV Video Music Award de la vidéo de l'année, MTV Europe Music Award de la meilleure chanson, Teen Choice Award de la meilleure chanson d'une artiste féminine, American Music Award for Favorite Song Pop/RockMAD, Video Music Award for MAD Radio 106.2 Song of the Year, American Music Award for Collaboration of the Year, Radio Disney Music Award de la meilleure chanson, MTV Europe Music Award du meilleur clip vidéo et American Music Award for Favorite Music Video. Camila Cabello est la plus connue d'entre les cinq ; elle a accumulé plus de 50 millions d'abonnés en seulement 6 ans.

## Discographie

### Albums
| Titre                                                                       | Détails de l'album                                                                          | Meilleure position | Meilleure position | Meilleure position | Meilleure position | Meilleure position | Meilleure position | Meilleure position | Meilleure position | Meilleure position | Meilleure position | Ventes                                                            | Certifications                                                                                             |
| Titre                                                                       | Détails de l'album                                                                          | USA                | AUS                | CAN                | ALL                | ITA                | JAP                | NZ                 | ESP                | SUE                | UK                 | Ventes                                                            | Certifications                                                                                             |
| --------------------------------------------------------------------------- | ------------------------------------------------------------------------------------------- | ------------------ | ------------------ | ------------------ | ------------------ | ------------------ | ------------------ | ------------------ | ------------------ | ------------------ | ------------------ | ----------------------------------------------------------------- | --- |
| Reflection                                                                  | - Sortie : 30 janvier 2015 - Label : Epic, Syco - Format : CD, LP, téléchargement numérique | 5                  | 16                 | 8                  | —                  | —                  | 85                 | 8                  | 9                  | 26                 | 18                 | - États-Unis : 1 000 000                                          | - RIAA: Platine - Pro-Musica Brasil: 2x Platine - RIT: Platine - PARI: Platine                             |
| 7/27                                                                        | - Sortie : 27 mai 2016 - Label : Epic, Syco - Format : CD, LP, téléchargement numérique     | 4                  | 8                  | 3                  | 41                 | 20                 | 20                 | 8                  | 1                  | 6                  | 6                  | - États-Unis : 1 000 000 - Royaume-Uni : 60 000 - France : 50 000 | - Pro-Musica Brasil: Platine - MC: Platine - PARI: Platine - ZPAV: Or - RIT: Or - RIAS: Or - RIAA: Platine |
| Fifth Harmony                                                               | - Sortie : 25 août 2017 - Label : Epic, Syco - Format : CD, LP, téléchargement numérique    | 4                  | 9                  | 7                  | 56                 | 16                 | 19                 | 7                  | 1                  | 21                 | 10                 | - États-Unis : 46 000                                             | - PMB : Or                                                                                                 |
| — Désigne un titre non classé ou qui n'a pas été publié dans ce territoire. |                                                                                             |                    |                    |                    |                    |                    |                    |                    |                    |                    |                    |                                                                   | |

### EP
| Titre                                                                       | Détails des EP                                                                          | Meilleure position | Meilleure position | Meilleure position | Meilleure position |
| Titre                                                                       | Détails des EP                                                                          | USA                | US Dance           | US Latin           | NZ                 |
| --------------------------------------------------------------------------- | --------------------------------------------------------------------------------------- | ------------------ | ------------------ | ------------------ | ------------------ |
| Better Together                                                             | - Sortie : 18 octobre 2013 - Format : CD, téléchargement numérique - Label : Epic, Syco | 6                  | —                  | —                  | 18                 |
| Juntos                                                                      | - Sortie : 8 novembre 2013 - Format : téléchargement numérique - Label : Epic, Syco     | —                  | —                  | 2                  | —                  |
| Juntos: Acoustic                                                            | - Sortie : 8 novembre 2013 - Format : téléchargement numérique - Label : Epic, Syco     | —                  | —                  | 12                 | —                  |
| Better Together: Acoustic                                                   | - Sortie : 15 novembre 2013 - Format : téléchargement numérique - Label : Epic, Syco    | 189                | —                  | —                  | —                  |
| Better Together: The Remixes                                                | - Sortie : 25 novembre 2013 - Format : téléchargement numérique - Label : Epic, Syco    | —                  | 20                 | —                  | —                  |
| — Désigne un titre non classé ou qui n'a pas été publié dans ce territoire. |                                                                                         |                    |                    |                    |                    |

### Singles

#### Comme artiste principal
| Titre                                                                       | Année | Meilleure position | Meilleure position | Meilleure position | Meilleure position | Meilleure position | Meilleure position | Meilleure position | Meilleure position | Meilleure position | Meilleure position | Certifications | Album                |
| Titre                                                                       | Année | USA                | AUS                | CAN                | ALL                | ITA                | JAP                | NZ                 | ESP                | SUE                | UK                 | Certifications | Album                |
| --------------------------------------------------------------------------- | ----- | ------------------ | ------------------ | ------------------ | ------------------ | ------------------ | ------------------ | ------------------ | ------------------ | ------------------ | ------------------ | --- | -------------------- |
| Miss Movin' On                                                              | 2013  | 76                 | —                  | —                  | —                  | —                  | —                  | 27                 | —                  | —                  | —                  | - RIAA: Or - APFV: Platine | Better Together      |
| Bo$$                                                                        | 2014  | 43                 | —                  | 75                 | —                  | —                  | —                  | —                  | 37                 | —                  | 21                 | - RIAA: Platine | Reflection           |
| Sledgehammer                                                                | 2014  | 40                 | 88                 | 63                 | —                  | —                  | —                  | 36                 | —                  | 75                 | 112                | - RIAA: Platine - GLF: Or - MC: Or | Reflection           |
| Worth It (avec Kid Ink)                                                     | 2015  | 12                 | 9                  | 12                 | 16                 | 32                 | 26                 | 31                 | 62                 | 63                 | 3                  | - RIAA: 3× Platine - ARIA: 2× Platine - BPI: Or - BVMI: Or - GLF: Platine - FIMI: Platine - MC: 2× Platine - RMNZ: Platine - BEA: Or - IFPI Denmark: Or - AMPROFON: Platine - PROMUSICAE: Or | Reflection           |
| I'm in Love with a Monster                                                  | 2015  | —                  | —                  | —                  | —                  | —                  | —                  | —                  | —                  | —                  | —                  | | Hôtel Transylvanie 2 |
| Work from Home (avec Ty Dolla $ign)                                         | 2016  | 4                  | 3                  | 4                  | 7                  | 18                 | 16                 | 1                  | 18                 | 8                  | 2                  | - ARIA: 5× Platine - IFPI Austria: Or - BEA: 2x Platine - MC: 5x Platine - IFPI Denmark: Platine - SNEP: Diamant - BVMI: Platine - FIMI: 2× Platine - RMNZ: 2× Platine - ZPAV: 2x Platine - AFP: Or - PROMUSICAE: 2x Platine - GLF: 4× Platine - NVPI: Platine - BPI: 2x Platine - RIAA: 5× Platine | 7/27                 |
| All in My Head (Flex) (avec Fetty Wap)                                      | 2016  | 24                 | 19                 | 21                 | —                  | 66                 | 98                 | 8                  | 90                 | 4                  | 25                 | - ARIA: Platine - MC: Platine - FIMI: Or - RMNZ: Or - BPI: Argent - RIAA: Platine | 7/27                 |
| That's My Girl                                                              | 2016  | 73                 | 54                 | 54                 | —                  | —                  | 68                 | 5                  | —                  | —                  | 26                 | - ZPAV: Or - BPI: Argent - RIAA: Or | 7/27                 |
| Down (avec Gucci Mane)                                                      | 2017  | 42                 | 66                 | 46                 | —                  | —                  | —                  | 3                  | 100                | 85                 | 47                 | - Pro-Musica Brasil: platine - Music Canada: Or - RIAA: Or | Fifth Harmony        |
| He Like That                                                                | 2017  | 101                | —                  | 75                 | —                  | —                  | —                  | 3                  | —                  | 10                 | —                  | | Fifth Harmony        |
| Por Favor (avec Pitbull)                                                    | 2017  | —                  | —                  | —                  | —                  | —                  | —                  | —                  | 19                 | —                  | —                  | |                      |
| — Désigne un titre non classé ou qui n'a pas été publié dans ce territoire. |       |                    |                    |                    |                    |                    |                    |                    |                    |                    |                    | |                      |

#### Artiste mis en vedette
| Titre                                    | Année | Meilleure position | Meilleure position | Meilleure position | Meilleure position | Meilleure position | Meilleure position | Meilleure position | Meilleure position | Certifications         | Album                 |
| Titre                                    | Année | US Latin           | US Latin Airplay   | US Latin Pop       | US Trop            | ARG                | COL                | MEX                | ESP                | Certifications         | Album                 |
| ---------------------------------------- | ----- | ------------------ | ------------------ | ------------------ | ------------------ | ------------------ | ------------------ | ------------------ | ------------------ | ---------------------- | --------------------- |
| Sin Contrato (Maluma avec Fifth Harmony) | 2016  | 7                  | 1                  | 2                  | 8                  | 17                 | 3                  | 5                  | 52                 | - Promusicae : Platine | Pretty Boy, Dirty Boy |

#### Singles promotionnels
| Titre                                                                       | Année | Meilleure position | Meilleure position | Album           |
| Titre                                                                       | Année | US Bub.            | UK                 | Album           |
| --------------------------------------------------------------------------- | ----- | ------------------ | ------------------ | --------------- |
| Me & My Girls                                                               | 2013  | 4                  | —                  | Better Together |
| The Life                                                                    | 2016  | 1                  | 97                 | 7/27            |
| Write On Me                                                                 | 2016  | —                  | 173                | 7/27            |
| Angel                                                                       | 2017  | 12                 | -                  | Fifth Harmony   |
| — Désigne un titre non classé ou qui n'a pas été publié dans ce territoire. |       |                    |                    |                 |

### Autres chansons classées
| All I Want for Christmas is You                                             | 2014 | 71 | —  | I'll Be Home for Christmas |
| Noche de Paz                                                                | 2014 | —  | 23 | I'll Be Home for Christmas |
| — Désigne un titre non classé ou qui n'a pas été publié dans ce territoire. |      |    |    |                            |

## Récompenses et nominations
| Année | Prix                                   | Nomination | Résultat   |
| ----- | -------------------------------------- | --- | ---------- |
| 2013  | Youtube Music Awards                   | Réponse de l'année pour Mirrors de Justin Timberlake (avec Boyce Avenue)                                                        | Nomination |
| 2014  | Radio Disney Music Awards              | Meilleure chanson pour s'amuser avec tes meilleures amies pour Me & My Girls                                                    | Lauréat    |
| 2014  | Radio Disney Music Awards              | Révélation de l'année | Lauréat    |
| 2014  | Shorty Awards                          | Meilleur groupe dans les médias sociaux                                                                                         | Lauréat    |
| 2014  | Teen Choice Awards                     | Groupe de l'année | Nomination |
| 2014  | Teen Choice Awards                     | Meilleur nouveau groupe | Nomination |
| 2014  | Teen Choice Awards                     | Meilleure chanson de rupture pour Miss Movin'On                                                                                 | Nomination |
| 2014  | Teen Choice Awards                     | Meilleur single d'un groupe pour BO$$                                                                                           | Lauréat    |
| 2014  | Teen Choice Awards                     | Groupe de l'été | Nomination |
| 2014  | Teen Choice Awards                     | Meilleurs fans pour les « Harmonizers »                                                                                         | Nomination |
| 2014  | MTV Video Music Awards                 | Artiste à regarder pour Miss Movin' On                                                                                          | Lauréat    |
| 2014  | MTV Europe Music Awards                | Meilleur artiste de l'Amérique du Nord                                                                                          | Lauréat    |
| 2014  | MTV Europe Music Awards                | Meilleur artiste Worldwide | Nomination |
| 2014  | MTV Europe Music Awards                | Meilleur artiste américain | Lauréat    |
| 2014  | MTV Europe Music Awards                | Artiste à la hausse | Nomination |
| 2014  | Music Choice 100                       | Fandom préféré | Lauréat    |
| 2015  | Kids' Choice Awards                    | Nouvel artiste préféré | Lauréat    |
| 2015  | Radio Disney Music Awards              | Nouvelle chanson entraînante pour BO$$                                                                                          | Nomination |
| 2015  | Radio Disney Music Awards              | Meilleur groupe de musique | Lauréat    |
| 2015  | Radio Disney Music Awards              | Fans les plus féroces pour les « Harmonizers »                                                                                  | Lauréat    |
| 2015  | Teen Choice Awards                     | Meilleur groupe de musique féminin                                                                                              | Lauréat    |
| 2015  | Teen Choice Awards                     | Meilleure chanson par un groupe pour Worth It (featuring Kid Ink)                                                               | Nomination |
| 2015  | Teen Choice Awards                     | Plus belles femmes | Lauréat    |
| 2015  | Teen Choice Awards                     | Meilleure chanson d'amour pour Sledgehammer                                                                                     | Nomination |
| 2015  | Teen Choice Awards                     | Meilleure chanson de l'été pour Worth It (featuring Kid Ink)                                                                    | Lauréat    |
| 2015  | Teen Choice Awards                     | Meilleur groupe de l'été | Nomination |
| 2015  | Teen Choice Awards                     | Meilleurs fans pour les « Harmonizers »                                                                                         | Nomination |
| 2015  | MTV Video Music Awards                 | Chanson de l'été pour Worth It (featuring Kid Ink)                                                                              | Nomination |
| 2015  | MTV Fandom Awards                      | Armée de fans de l'année pour les « Harmonizers »                                                                               | Lauréat    |
| 2015  | Billboard Women in Music               | Groupe de l'année | Lauréat    |
| 2015  | MelOn Music Awards                     | Meilleure chanson pop pour Worth It (featuring Kid Ink)                                                                         | Nomination |
| 2015  | MTV Italian Music Awards               | Meilleur artiste du monde | Nomination |
| 2015  | Nickelodeon Kids' Choice Awards        | Nouvel artiste préféré | Lauréat    |
| 2015  | People's Choice Awards                 | Nouvel artiste préféré | Nomination |
| 2015  | Premios Telehit                        | Artiste le plus populaire de l'année                                                                                            | Nomination |
| 2015  | Premios Tu Mundo                       | Fan club de l'année | Nomination |
| 2015  | Premios Juventud                       | Mieux habillé | Lauréat    |
| 2015  | Premios Juventud                       | Meilleure performance | Lauréat    |
| 2015  | Shorty Awards                          | Le meilleur groupe des réseaux sociaux                                                                                          | Nomination |
| 2015  | Streamy Awards                         | Reprise de chanson pour Uptown Funk de Mark Ronson featuring Bruno Mars (featuring Jasmine V, Jacob Whitesides et Mahogany Lox) | Nomination |
| 2015  | Youtube Music Awards                   | 50 artistes à regarder | Lauréat    |
| 2015  | Bravo Otto Awards                      | Super-bande (Argent) | Lauréat    |
| 2016  | People's Choice Awards                 | Groupe préféré du public | Lauréat    |
| 2016  | Kids' Choice Awards                    | Groupe de musique préféré | Lauréat    |
| 2016  | iHeartRadio Music Awards               | Meilleure reprise d'une chanson pour Uptown Funk (featuring Jasmine V, Jacob Whitesides et Mahogany Lox)                        | Lauréat    |
| 2016  | iHeartRadio Music Awards               | Meilleure armée de fans | Nomination |
| 2016  | Radio Disney Music Awards              | Meilleur groupe de musique | Lauréat    |
| 2016  | Radio Disney Music Awards              | Meilleurs fans pour les « Harmonizers »                                                                                         | Lauréat    |
| 2016  | Teen Choice Awards                     | Meilleur groupe de musique | Nomination |
| 2016  | Teen Choice Awards                     | Meilleure chanson par un groupe : Work From Home (featuring Ty Dolla Sign)                                                      | Nomination |
| 2016  | Teen Choice Awards                     | Meuilleure chanson d'un film ou d'une série télévisée : I'm In Love With A Monster (Hôtel Transylvanie 2)                       | Lauréat    |
| 2016  | Teen Choice Awards                     | Meilleure tournée de l'été « 7/27 Tour »                                                                                        | Nomination |
| 2016  | Teen Choice Awards                     | Meilleure chanson de l'été : Work From Home (featuring Ty Dolla Sign)                                                           | Lauréat    |
| 2016  | Teen Choice Awards                     | Meilleur groupe de l'été | Nomination |
| 2016  | Teen Choice Awards                     | Meilleurs fans : « Harmonizers »                                                                                                | Nomination |
| 2016  | Teen Choice Awards                     | Reine des réseaux sociaux | Lauréat    |
| 2016  | MTV Video Music Awards                 | Meilleure collaboration pour Work From Home (featuring Ty Dolla Sign)                                                           | Lauréat    |
| 2016  | MTV Video Music Awards                 | Chanson de l'été pour All In My Head (Flex) (featuring Fetty Wap)                                                               | Lauréat    |
| 2016  | MTV Europe Music Awards                | Meilleur Pop | Lauréat    |
| 2016  | NRJ Music Awards                       | Révélation Internationale de l'année                                                                                            | Nomination |
| 2016  | American Music Awards                  | Collaboration de l'année pour Work From Home (featuring Ty Dolla Sign)                                                          | Lauréat    |
| 2016  | Glamour Awards                         | Groupe de l'année | Nomination |
| 2016  | MTV Italian Music Awards               | Meilleur fan pour les « Harmonizers »                                                                                           | Nomination |
| 2016  | MTV Video Music Awards Japan           | Meilleure vidéo de groupe international pour Work From Home (featuring Ty Dolla Sign)                                           | Lauréat    |
| 2016  | MTV Video Music Awards Japan           | Meilleure vidéo pop pour Work From Home (featuring Ty Dolla Sign)                                                               | Nomination |
| 2016  | MTV Video Music Awards Japan           | Meilleure chorégraphie pour Work From Home (featuring Ty Dolla Sign)                                                            | Nomination |
| 2016  | Much Music Video Awards                | Artiste ou groupe préféré des fans                                                                                              | Lauréat    |
| 2016  | Much Music Video Awards                | Duo internationale ou groupe IheartRadio                                                                                        | Nomination |
| 2016  | Much Music Video Awards                | Artiste ou groupe international faisant le plus de buzz                                                                         | Lauréat    |
| 2016  | Nickelodeon Kids' Choice Awards Brazil | Artiste international favoris                                                                                                   | Lauréat    |
| 2016  | Nickelodeon Kids' Choice Awards        | Groupe de musique préféré | Lauréat    |
| 2016  | Premios Juventud                       | Twitteur préféré | Nomination |
| 2016  | Premios Juventud                       | Hit préféré pour Work From Home (featuring Ty Dolla Sign)                                                                       | Nomination |
| 2016  | Premios Telehit                        | Meilleur artiste public | Lauréat    |
| 2017  | People's Choice Awards                 | Groupe préféré du public | Lauréat    |
| 2017  | Japan Gold Disc Awards                 | Nouvel artiste de l'année (International)                                                                                       | Lauréat    |
| 2017  | Japan Gold Disc Awards                 | Meilleurs trois nouveaux artistes                                                                                               | Lauréat    |
| 2017  | Japan Gold Disc Awards                 | Chanson de l'année par téléchargement (Internationale) pour Work From Home (featuring Ty Dolla Sign)                            | Lauréat    |
| 2017  | iHeartRadio Music Awards               | Meilleur clip vidéo pour Work From Home (featuring Ty Dolla Sign)                                                               | Lauréat    |
| 2017  | iHeartRadio Music Awards               | Meilleure reprise d'une chanson pour Ex's and Oh's                                                                              | Lauréat    |
| 2017  | iHeartRadio Music Awards               | Meilleure armée de fans | Lauréat    |
| 2017  | Kids' Choice Awards                    | Groupe de musique préféré | Lauréat    |
| 2017  | Kids' Choice Awards                    | Chanson favorite pour Work From Home (featuring Ty Dolla Sign)                                                                  | Lauréat    |
| 2017  | Radio Disney Music Awards              | Meilleur groupe | Lauréat    |
| 2017  | Radio Disney Music Awards              | Fans les plus féroces pour les « Harmonizers »                                                                                  | Lauréat    |
| 2017  | British LGBT Awards                    | Artiste musical de l'année | Nomination |
| 2017  | MYX Music Awards                       | Vidéo internationale préféré | Nomination |
| 2017  | Glamour Awards                         | Meilleur artiste international                                                                                                  | Nomination |
| 2017  | MPS Online Awards                      | Groupe international préféré | Nomination |
| 2017  | MPS Online Awards                      | Chanson international préféré pour Work From Home (featuring Ty Dolla Sign)                                                     | Nomination |
| 2017  | MPS Online Awards                      | Clip vidéo préféré pour Work From Home (featuring Ty Dolla Sign)                                                                | Nomination |
| 2017  | MTV Italian Music Awards               | Artiste Saga | Lauréat    |
| 2017  | Teen Choice Awards                     | Groupe de musique | Lauréat    |
| 2017  | Teen Choice Awards                     | Chanson d'un groupe pour Down (featuring Gucci Mane)                                                                            | Lauréat    |
| 2017  | Teen Choice Awards                     | Groupe de l'été | Lauréat    |
| 2017  | MTV Hottest Superstar                  | La superstar la plus sexy | Nomination |
| 2017  | MTV Video Music Awards                 | Meilleure vidéo pop pour Down (featuring Gucci Mane)                                                                            | Lauréat    |
| 2017  | MTV Video Music Awards                 | Meilleure chorégraphie pour Down (featuring Gucci Mane)                                                                         | Nomination |
| 2017  | MTV Video Music Awards                 | Chanson de l'été pour Down (featuring Gucci Mane)                                                                               | Nomination |
| 2017  | Nickelodeon Kids' Choice Awards Brazil | Clip vidéo international préféré pour Down (featuring Gucci Mane)                                                               | En attente |
| 2017  | MTV Europe Music Awards                | Meilleur acte américain | En attente |

## Filmographie

### Télévision
| Année     | Nom                       | Rôle                               | Notes                                        |
| --------- | ------------------------- | ---------------------------------- | -------------------------------------------- |
| 2012 2013 | The X Factor US           | Concurrents                        | 22 épisodes (2012) Invité : 1 épisode (2013) |
| 2014      | Faking It                 | BOY Banned                         | Épisode : L'extase et l'agonie               |
| 2015      | Barbie: Ma maison de rêve | Elles-mêmes (voix)                 | Épisode : La fête des sœurs                  |
| 2016      | The Ride                  | Elles-mêmes                        | Épisode : Fifth Harmony: The Ride            |
| 2018      | Famous in Love            | Elle-même (Ally Brooke uniquement) | Épisode : Totes On A Scandal                 |

## Tournées
En tête d'affiche
- 2013 : Harmonize America Mall Tour
- 2013 : Fifth Harmony TheatreTour
- 2014 : Worst Kept Secret Tour
- 2014 : Fifth Times a Charm Tour
- 2015-2016 : Reflection Tour
- 2016-2017 : 7/27 Tour
- 2017-2018 : PSA Tour

Première partie
- Cher Lloyd - I Wish Tour (2013)
- Demi Lovato - Neon Lights Tour (2014)
- Austin Mahone - Live on Tour (2014)